# Yaou
Yaou è una città e sottoprefettura della Costa d'Avorio appartenente al  dipartimento di Aboisso. Conta una popolazione di 19 004 abitanti (censimento 2014).